# Love Walked In
Love Walked In is een lied van George Gershwin op teksten van Ira Gershwin. De melodie is omstreeks 1931 geschreven maar werd pas gebruikt in de filmmusical The Goldwyn Follies uit 1938, die na de dood van George werd uitgebracht. De eerste die het lied zong was Kenny Baker in de Goldwyn Follies.

## Bijzonderheid
Ira is nooit echt tevreden geweest over zijn tekst. Het lied paste niet in de context van een bepaalde scene in de film maar paste wel goed bij de tenorstem van Kenny Baker. Op verzoek van George, die de melodie ergens in zijn notitieboekje had gevonden, heeft Ira er een tekst op gemaakt en werd het in de film gezet op een verantwoord moment. Toen de bladmuziek naar de uitgever ging verwijderde Ira het woordje ‘right’ uit de titel: Love Walked Right In.

## Vorm en tempo
Het lied staat in Es majeur en heeft een langzaam tempo: Moderato, “with much expression”. Het hele lied bestaat uit 28 maten en heeft de vorm: intro-A-B, waarvan het A-gedeelte 12 maten duurt.
De eerste acht maten van het refrein:

## Vertolkers
- Louis Armstrong and his Orchestra
- George Benson
- Kenny Baker and Harry Sosnik's Orchestra
- Bing Crosby
- Jimmy Dorsey and his Orchestra
- Ferrante & Teicher
- Ella Fitzgerald
- Grant Green
- The Hilltoppers
- Benny Goodman
- Gene Kardos and his Orchestra
- Sammy Kaye and his Orchestra
- Teddi King
- Felix Knight
- Joe Loss and his orchestra
- Sy Melano with Magic Strings
- Susannah McCorkle -
- David Rose
- Allen Roth Orchestra
- Artie Shaw
- Dinah Shore
- Leslie Uggams
- Sarah Vaughan
- Dinah Washington
- Lou Weertz
- Lew White
- Errol Garner
- Dizzy Gillespie
- Stan Getz
- Coleman Hawkins
- Urbie Green
- Stan Kenton
- Modern Jazz Quartet
- Wes Montgomery
- Oscar Peterson
- Artie Shaw
- George Shearing